# Joventut Atlètica Sabadell
Joventut Atlètica Sabadell es un club de atletismo con sede en Sabadell, Cataluña, España.
Fundado en 1921, registrado en 1924 como entidad excursionista. En 1927 crea la sección atlética, pero no será hasta 1946 cuando funcione exclusivamente como club atlético. Es a partir de 1950 cuando la entidad adopta el nombre actual http://www.atletisme.com/clubs/jas/ (J.A.S.)
Deportistas olímpicos como Josep Molins (Roma 1960), Carme Valero (Montreal-1976), Montse Pujol (Seül-1988), y Miguel Quesada (Atenas -2044 y Pequín-2008), y mundialistas como: Angels Guitart (Dusseldorf-1977), Rosa Mª Morató (Osaka-2007), Ana Pinero (Daegu-2011), Xavier Carrión (Estambul-2012) i Sergio Ruiz (Moscou-2013), se formaron en la cantera del club. José Santos, medallista en dos ediciones de los Juegos Paralímpicos (Toronto-1976 y Arhem-1980), también creció dentro de la disciplina de la entidad.
Los inicios (1921-1936)
En el año 1921 un grupo de jóvenes fundan la “Joventut Excursionista Pensament”. Esta entidad sería el embrión de lo que, con el paso del tiempo, pasaría a ser la Joventut Atlètica Sabadell. Pero hubo que esperar hasta el año 1924 para que fuera registrada oficialmente como entidad. Lluis Amat fue elegido primer presidente.
La sede social estaba ubicada en un café, la Taberna Urpí (actualmente Hotel Urpí), algo muy frecuente en la mayoría de asociaciones de la época.
En el año 1926 la entidad sufrió una escisión por la tendencia, cada vez mayor, a las marchas de montaña competitivas (con indumentaria montañera y mochila). De esta escisión surge la “Agrupació Excursionista Terra i Mar”, formada básicamente por exmiembros del “Pensament” (flor de montaña), disconformes con la filosofía que había adoptado la entidad. 
Un año más tarde (1927) se formaliza la creación de la sección de atletismo, completando las ya existentes (ajedrez, tiro con arco, canto coral,…). Su promotor, y responsable de la sección, fue Joan Candela, al que también se le atribuye el diseño de la camiseta de competición, muy parecida a la actual.
Organizado por el “Pensament”, se llevó a cabo una actividad que adquiría gran resonancia popular, la 1ª edición de la carrera a pie “Volta a Sabadell” (1929). A partir de la siguiente edición (1930), al primer clasificado se le otorgaría el título de “Campió de Sabadell de gran fons”, siendo Jaume Jové el primer ganador, se trata del primer campeón de Sabadell de una disciplina atlética.
Los primeros campeonatos de atletismo de Sabadell fueron organizados en 1932 por el Club Natació Sabadell (CNS), por lo que podemos afirmar que fue la pionera desde su irrupción la década anterior (1920). La competición se celebra en el terreno de juego del “Futbol Club Atlètic”. Las pruebas de fondo y medio fondo son ganadas por los atletas del “Pensament”, mientras que el resto de pruebas (velocidad, saltos y lanzamientos), serán para el CNS. A partir de la siguiente edición (1933), será el “Pensament”, con el paso del tiempo la JAS, la que organizará todas las competiciones del Campeonato de Sabadell.
En 1933 se produce una gran escisión en el club vecino, todos los miembros de la sección atlética del CNS, disgustados por el trato que les dispensaba, deciden ingresar en las filas del “Pensament” para continuar desarrollando su trayectoria atlética. Con el refuerzo de estos atletas, la “Joventut Excursionista Pensament” hace un gran salto de calidad al disponer de atletas en todas las disciplinas, eso le permite formar un equipo completo por vez primera.
Los primeros años de la entidad supusieron un gran esfuerzo para los gestores del club, ya que en aquella época, los practicantes del atletismo no disponía de instalaciones adecuadas en la ciudad. Las competiciones se disputaban en improvisadas pistas de atletismo marcadas con cal dentro del terreno de juego de los campos de fútbol. Consecuencia de los escasos recursos y medios de la época la escasez de material era patente, con solo 10 vallas disponibles solo podía disputarse la distancia de 60 metros y en series de dos corredores. O el material con el que estaban hechas las pértigas, madera. No había nada más y así se improvisaba hasta que llegó la guerra.
La posguerra 1946-1960
La guerra civil y los primeros años de la posguerra marcaron un paréntesis en el desarrollo del club. Durante diez años no hubo ningún tipo de actividad. No será hasta el año 1946 que Josep Company y Jaume Jové deciden reactivar la sección atlética. Siendo esta la única sección interesada en continuar las actividades, deciden en la “Assemblea extraordinària de socis”, (18/11/1946), refundarla y darle un nuevo nombre “Joventut Atlètica Pensament”. A partir de esta fecha la actividad es la propia, y exclusiva, de un club atlético. En 1947 se vuelve a disputar la “Volta a Sabadell”, y en 1948 organiza el campeonato de España de cros. Se trataba de la XXX edición y se disputa en el campo de aviación de Can Diviu (actual aeropuerto). Este campeonato supuso un gran acontecimiento para la ciudad y contó con una gran afluencia de público. Cuatro años más tarde (1952) la Federación volvió a designar a Sabadell sede del campeonato.
En 1949 atletas y otros miembros de club acondicionan un terreno para poder entrenar, serán las primeras pistas para la práctica atlética en la ciudad. Jaume Jové, carpintero de profesión, es quien fabrica los bancos de los vestuarios, saltómetros, vallas, jabalinas…, las carencias de la época imposibilitaban la adquisición del material necesario. Es en el “Camp de la JAS”, como se le conocería, donde se disputarían pruebas atléticas a partir de 1950, pero las reducidas dimensiones de la pista, solo 4 calles y un perímetro de 200 metros por la calle 2, hacía que la Federación pusiera muchos obstáculos para la disputa de cualquier competición. Había que hacer complicados cálculos a la hora de hacer varias vueltas a la pista, los 100 metros se tenían que hacer en diagonal; en los 400 metros vallas, se tenía que cambiar la posición de la valla en cada vuelta, y en los lanzamientos, no era extraño que los artefactos cayeran en los tejados de las casas vecinas….
Pese a las dificultades, los respectivos protagonistas aseguran que fue una de las mejores épocas, por primera vez el club disponía de un terreno propio. Fruto del este buen clima surge la propuesta de sustituir el nombre de “Pensament” por el de Sabadell y así atraer más interés ciudadano. Era el único club local y por tanto era una buena razón para hacer el cambio. Así pues, en la “Assemblea de socis”, se decide que a partir del 1 de enero de 1951 se adopte el nombre actual: “Joventut Atlètica Sabadell”.
En 1952 la JAS consigue su primer título de la historia al proclamarse campeón de Catalunya de clubs de tercera categoría. Del equipo se destacan dos jóvenes atletas, Josep Molins y Josep Romaguera. Este último pasará a la historia del club por ser el primer atleta internacional que participa en los “Juegos Mundiales Universitarios”, actual “Universiada”. Mientras que Josep Molins, con el paso de los años, será decisivo para la historia del atletismo sabadellense.
En 1954, debido a las carencias del terreno del campo de la JAS, se alquila el campo de fútbol del “Gimnàstic Mercantil” para entrenar y disputar las competiciones atléticas. El terreno es mejor, pero la vuelta a la pista solo tenía 260 metros y las calles tenían un trazado rectangular, casi sin curva. Pero la situación no mejoró al ir a remolque de los horarios de los partidos y tener que compartir el campo con los futbolistas. Las competiciones solo se pueden disputar al acabar los respectivos partidos de fútbol. Durante de las dos siguientes temporadas, los atletas se encuentran desplazados cada vez más dentro de un ambiente predominantemente futbolero y comienzan a detectarse los primeros síntomas de desánimo.
En 1956 solo 5 atletas acaban la temporada y se agrava al año siguiente al quedarse sin atletas. No disponer de terreno propio desanima a los atletas hasta tal extremo que en la temporada siguiente (1957), la JAS no dispone de ninguna ficha. El club toca fondo al quedarse sin atletas ni Junta directiva, el futuro del club estaba en peligro.
Desde su creación, la entidad siempre tuvo que hacer frente a la dificultad de no disponer de espacios idóneos para entrenar y competir que hicieron peligrar seriamente la continuidad del club. Solo Josep Company sigue a cargo de la secretaría y es la única persona visible del club en los dos años siguientes. En este periodo publicó diversos artículos sobre atletismo para que no decayera el interés ciudadano con este deporte, tabla de récords sabadellenses, su evolución cronológica y otros.
En 1959, Josep Company convence a Joan Colomer para la presidencia del club, pese a no disponer de atletas, directivos, ni instalaciones. Pero los dos juntos, y después de muchas gestiones, consiguen que el Ayuntamiento se comprometa a construir unas pistas de atletismo en un terreno del barrio de Sant Oleguer. A consecuencia de esta promesa municipal los atletas vuelven y se recupera de nuevo la ilusión en el club. Paralelamente el “Patronat Municipal d’Esports”, bajo la dirección técnica del club, pone en marcha la promoción escolar y por vez primera se celebra el “Campionat escolar de Sabadell”, 1959. Superadas las dificultades de años anteriores, la proyección deportiva y social no dejará de crecer.
El resurgir (1961-1967)
El 8 de julio de 1961 se inauguran las pistas municipales con la disputa de un encuentro internacional entre Catalunya-Llenguadoc/Pyrenees. La calidad de la pista, ceniza, permite a la JAS organizar competiciones importantes en la década de los sesenta, como un España-Italia “B” (1962). En el transcurso de esta competición el madrileño Miguel López Aguado mejora el récord de España de salto de altura (1,97), marca de gran valor pues se hizo sin colchoneta (inexistentes en la época). Otro ejemplo de organización fue la creación del “Gran Premi Sant Sebastià de Cros”, prueba que se ha celebrado ininterrumpidamente desde 1962. La colaboración económica del “Gremio de fabricantes de Sabadell” fue determinante para que la prueba llevara el nombre de su patrón. La primera edición se disputa por las calles de la ciudad en homenaje a las antiguas “Voltes a Sabadell”, tan populares en los años 30. Tomàs Barris, el mejor atleta español de la época, es el que inaugura el historial de ganadores. En 1964 aparecen en el club las primeras atletas femeninas, serán las que iniciaran la tabla de récords locales al ser las pioneras del atletismo sabadellense. En el Campeonato de Sabadell se incluyen por primera vez pruebas para mujeres, solo serán dos disciplinas, pero se puede considerar como la primera edición femenina. El siguiente año ya serían seis, y, poco a poco, se añadirían el resto de disciplinas.
Este mismo año (1964), el equipo masculino se clasifica por vez primera para la fase final del campeonato de España de clubs de tercera categoría, pero las dificultatdes econòmicas propias del momento hacen que sean los socios de la JAS los que tengan que colaborar para pagar el desplazamiento a Oviedo. El siguiente año se consigue el subcampeonato, la que hasta hoy ha sido la mejor actuación en esta fase final. Éxito que se repetiría en las tres ediciones siguientes.
En 1965 se celebran los campeonatos de Catalunya (también en 1967), y la fase final del campeonato de España de clubs de tercera categoría (también en 1969 y 1974). En 1966 Sabadell organiza por tercera vez un encuentro internacional de atletismo. La selección española júnior se enfrenta a un combinado francés de la LIFA (Ligue Ille France Atlhestisme). Aprovechando este evento se estrenan las colchonetas para los saltos de pértiga y altura.
“La Sant Sebastià” se traslada de escenario para adaptarlo a una carrera de cros y se disputa en un circuito alrededor de las pistas. Eso permite organizar la edición del Campeonato de Catalunya de cros (1966), el primero que organiza la JAS en su historia. Paralelamente se incluye, también por vez primera, una carrera femenina.  Solo serán 1000 metros, pero supone la incorporación de la mujer en “La Sant Sebastià”.
El éxtasis (1968-1978)
Y del resurgimiento al éxtasis. El equipo masculino de la JAS sigue su escalada imparable, en 1968 se proclama subcampeón de España de cros por clubs (a solo 3 puntos del campeón), en 1969 revalida el subcampeonato estatal y gana por equipos la clásica “Jean Bouin”; en 1970 mejora el récord de España 4 x 400 por clubs. A final de año, la JAS figura en el puesto 13 del ránquing nacional, la mejor posición de siempre. En un período de 7 años se proclama 5 veces campeón de Catalunya de cros por clubs.
Gracias a las gestiones de la JAS, se consigue incluir una pista de atletismo dentro del proyecto del “Pavelló Municipal d’Esports”. Inaugurado el 19 de diciembre de 1970, es la primera instalación de Catalunya que dispone de pista atlética cubierta, anilla de 156 metros de madera y recta de 50 metros de goma en los carriles centrales. Solo Madrid disponía de pista “indoor” y justo al día siguiente se inauguró la de La Coruña. Esto permite disputar en Sabadell todos los campeonatos de Catalunya de la década de los 70, tres campeonatos de España (1 júnior y dos juveniles), y tres “meetings” internacionales, todos organizados por la JAS.
El equipo femenino de la JAS vive los mejores momentos de su historia. A final de temporada 1975, el club consigue la tercera posición del ránquing nacional, la mejor clasificación de siempre; y en 1976 su mejor éxito: campeonas de España de cros por clubs. Gesta que tendría continuidad al revalidar el título en 1977 y 1978.
Carmen Valero se convierte en la mejor atleta de la historia del club, y una de las mejores deportistas de la historia del deporte español. En 1976 consigue la que hasta entonces era la mejor gesta del atletismo nacional, ganar el campeonato del mundo de cros, título que también revalidaría el siguiente año. Compite en los Juegos Olímpicos (Montreal-76), y pasa a la historia por ser la primera atleta española que participa en una olimpiada. Es elegida cuatro veces como “Mejor deportista española”, siendo la única deportista española en conseguirlo.
En 1977 la JAS organiza el Campeonato de España de cros, quizás uno de los mejores tras los organizados en 1948 y 1952, por la popularidad y difusión que en esos momentos disfrutaba el atletismo nacional. TVE retrasmite en directo la competición. El escenario no podía ser mejor, el bosque de Can Deu. Desde 1970, ya se celebraba allí el tradicional cros de Sant Sebastià.
La JAS atraviesa uno de los momentos deportivos más brillantes de su historia, seis de sus atletas forman parte de la selección española a lo largo de 1977. En sus filas forman parte dos de las mejores atletas del país, Carme Valero y Montse Pujol. Esta última, considerada la niña prodigio del atletismo nacional por los innumerables récords estatales conseguidos en las categorías de promoción. En 1978 bate el récord del mundo júnior de los 400 metros vallas, otra gran gesta para el atletismo nacional y para nuestra ciudad.
En 1978 la JAS organiza dos festivales atléticos en los que se incluye la disputa de los 5.000 y 10.000 metros femeninos. Los primeros en España en categoría femenina, hasta la fecha solo el 3.000 era la distancia oficial más larga para la categoría. El equipo masculino de la JAS se proclama, en su primera edición, campeón de Catalunya por equipos en la disciplina de maratón (Palafrugell-78). 
El declive (1979-1986)
Paradójicamente, cuando mejor estaba la entidad, se inicia un declive que pasará factura en los siguientes años. Es una suma de factores, por una parte, la marcha de los mejores atletas del club a otros más potentes y el progresivo deterioro de las instalaciones que imposibilitaba la organización de grandes eventos atléticos. La suma de las dos propicia una desmotivación que lleva a toda la junta a dimitir. Durante dos años la JAS se rige por una “Junta Gestora”. Tanto las pistas al aire libre, ceniza, como la cubierta, madera, estaban obsoletas y necesitaban una remodelación. Hasta 1980 la pista “indoor” del Palau estuvo operativa (se disputa por 10.ª vez consecutiva el Campeonato de Catalunya), pero las reducidas dimensiones de la pista hace que caigan en desuso desde entonces.
En 1980 la entidad toca fondo y el equipo masculino ha de competir en 3.ª categoría catalana, fruto de dos descensos consecutivos. La entidad ha estado a punto de desaparecer por tercera vez en su historia. Afortunadamente se logra salvar la situación y, poco a poco, se inicia la recuperación. En 1983 el club sufre un golpe doloroso con el fallecimiento de un atleta del club, Josep Mª Bravo, atleta juvenil, y vigente campeón catalán en aquel momento, pierde la vida en un fatídico accidente de tráfico cuando viajaba al Campeonato de España de su categoría. Desde entonces el campeonato de Sabadell de cros de categorías de promoción lleva su nombre.
El patrocinio (1987-1988)
El equipo femenino de la JAS se refuerza a golpe de talonario, con un objetivo, ser el mejor club nacional de cros. Solo dos atletas formadas en la cantera del club forman parte, una de ellas es Carmen Valero, que vuelve a la JAS para acabar aquí su carrera deportiva. Se consiguen dos títulos más de campeonas de España de cros por clubs (1987 y 1988). Cada uno de ellos con un nombre de patrocinador diferente ligado al del club (el primero será JAS-Xerox  y el segundo JAS-Silos). 
El hecho de disponer del mejor equipo facilitó organizar el campeonato de España de clubs en el bosque de Can Deu (1987). Se consigue el cuarto título estatal y al revalidarlo al año siguiente la JAS se convierte en el único club con cinco títulos en categoría femenina, algo que a día de hoy ningún club ha conseguido igualar.
En 1987 el equipo femenino consigue el tercer lugar en el campeonato de Europa de fondo en ruta. Se trata del primer éxito internacional de la JAS. Y no fue el único, el año siguiente las chicas consiguen el subcampeonato de Europa de fondo en ruta y el tercer lugar en el campeonato de Europa de cros.
La consolidación (1989-2009)
En 1989 se lleva a término una importante remodelación de las instalaciones; se elimina la ceniza por superficie artificial para cumplir con los estándares del momento(Remodelación efectuada antes del 1987). La inauguración tiene lugar el 2 de septiembre con la celebración de un “Meeting Nacional”, en ella participan algunos atletas de la selección española que, una semana después, representarían a España en la “Copa del Mundo”, prueba con la que se inauguraría el estadio olímpico de Montjuïc.
Barcelona acoge los juegos olímpicos (1992). Varios miembros del club se presentan voluntarios en algunas de las muchas tareas que implican la organización de este gran evento (medición circuito del maratón, jueces, auxiliares o voluntarios). Gracias a la subvención de “Olimpiada cultural”, se publica el libro Historia de l’atletisme a Sabadell 1914-1991, escrito por dos atletas de la JAS (Ricard Rof y Pere Melero).
Pese a las buenas perspectivas no se consigue revitalizar la instalación y poco a poco se van deteriorando, no se pueden acoger grandes competiciones y las pocas que se hacen se limitan a pruebas locales o de categorías de promoción. En 1983 la RFEA concede a la JAS la organización del “Torneo Federaciones”, (Campeonato de España absoluto de federaciones autonómicas) pero ha de renunciar por el estado de la pista. Por este mismo motivo se pierde el campeonato d España júnior (1996) y el campeonato de España universitario (1989). 
Los campeonatos de Sabadell de 1993 hacen historia al incluir por primera vez en España la prueba de pértiga femenina. Inédito. Hasta la fecha no estaba autorizada. Ese mismo año la IAAF había decidido incorporar la pértiga como una prueba oficial para las mujeres. 
Después de 24 años el cros Sant Sebastià cambia de escenario. Desde 1970 se celebraba en el bosque de Can Deu (sede de un campeonato de España individual, uno por clubs, dos campeonatos de Catalunya individuales y dos por clubs). Razones logísticas aconsejaban el traslado. Desde 1995 se disputa en el céntrico “Parc Catalunya”, por ofrecer una mejor infraestructura. Aquí se celebrará el campeonato de España universitario y cadete (1996) y tres ediciones del campeonato de Catalunya (1996-1998-2003).
La JAS aparece en el Llibre dels récords catalans 1995. Se consigue, aprovechando una jornada social al formar un gran equipo de relevos sin repetir posta. Son 150 relevistas de un mismo club (todos miembros de la JAS), estableciendo un nuevo récord catalán de 100x400 masculino y 50x400 femenino. Récord que sería mejorado en años posteriores. A petición de la JAS se firma un convenio para el reconocimiento municipal del campeón de Sabadell y los récords de Sabadell batidos. El acuerdo es posible gracias al buen clima entre los dos clubs atléticos de la ciudad, la JAS y la sección atlética del CNS, y la “Regidoria d’Esports”. El acuerdo, y la correspondiente normativa, se oficializa en 1995.
En 1996 la JAS vuelve a ser protagonista nacional al incluir la prueba de los 2.000 metros obstáculos femeninos dentro del “Trofeu 75è aniversari JAS”. Es la primera vez que se disputa de forma oficial en España. Desde hacía tiempo la IAAF ya autorizaba este prueba y era habitual en los países del este. Sabadell fue la primera en organizarla en toda Europa Occidental. En 1998 el congreso de la IAAF aprueba de forma definitiva que la prueba de obstáculos femenina sean los 3.000 en lugar de los 2000, a partir de ese momento ya será incluida en el calendario oficial. Conocedora de la decisión tomada por la IAAF hacía tan solo unos días, la JAS incluye la prueba en uno de los controles que organiza periódicamente y consigue figurar como la primera ciudad europea en la que se corre.
Dentro de los actos del 75 aniversario del club, se firma un acuerdo de colaboración con “Sumi-informàtica” por el que patrocina la edición de un CD conmemorativo con un resumen de los hechos más relevantes del club. También se presenta la web del club. En 1996 el mundo de internet todavía está en sus inicios, pero la JAS es pionera al ser el primer club nacional en conectarse, incluso antes que la RFEA, que lo haría tres meses después.
En 1999 la JAS intenta un récord Guinnes, formar el equipo de relevos más numeroso (una vuelta a la pista de 400 metros, sin repetir y solo por miembros de la entidad). En total se consigue hacer un equipo de 272 relevistas entre 3 y 70 años. Se completa el relevo 272x400 en poco más de seis horas de carrera. Se envía toda la documentación necesaria y un completo dosier a la sede de Guinnes en Londres pero el récord no es reconocido. Para la historia quedará como un récord Guinnes oficioso.
Las expectativas iniciales no se cumplen y la pista sintética va deteriorándose hasta el punto de no poder organizar eventos importantes. Pese a todo, el club se moviliza para mantener vivo el espíritu atlético y crea una nueva carrera “Rodant pel Riu Ripoll”. Carrera de unos 10 kilómetros con salida y llegada en las pistas municipales de atletismo. Creada en el año 2002, y siempre el día de san Esteban, ya se ha convertido en una de las clásicas del 26 de diciembre.
El 20 de marzo de 2004 tiene lugar la inauguración de una nueva remodelación de las pistas. Esta vez no se trata solo del pavimento, se incluye también la torre de photo-finish y nuevas gradas. Aprovechando la remodelación, la instalación pasa a llamarse “Estadi atlètic Josep Molins”. El hecho de disponer de una pista de calidad permite al club volver a organizar eventos de calidad. Ese mismo año se celebran los campeonatos de Catalunya absolutos (37 años después de la última vez que el club lo organizara), la final “A” de la “lliga catalana” y el encuentro internacional amistoso júnior “4 motors per a Europa”. En 2005 se celebra el campeonato de España promesa.
El año 2004 fue ilusionante. El Ayuntamiento de Sabadell presenta el proyecto ganador de la posible construcción de una pista cubierta en Catalunya dentro del “Complex esportiu de Sant Oleguer”, proyecto contará el apoyo de la Federación Catalana de atletismo. La pista existente en Vilafranca está deteriorada y su ubicación, no permanente, presenta muchos inconvenientes. De hecho, desde hacía algunos años, la ciudad de Sabadell era la única ciudad catalana en mostrar interés en albergar una pista atlética cubierta. Todo y el principio de acuerdo entre instituciones, la falta de presupuesto impide fijar el inicio de las obras. Tendrían que pasar dos años más para poner la primera piedra (2006).
La proyección (2010-2016)
El 26 de septiembre del año 2010 tiene lugar la inauguración de la flamante “Pista coberta de Catalunya”. La pista de Vilafranca queda inoperativa y la de Sabadell será la única en el ámbito catalán. En el acto inaugural, y dentro de un ambiente festivo, se celebra una carrera de relevos popular entre 3 equipos de 200 personas, (200x200). También se disputa una carrera de 400 metros vallas. Inédito. Disputada esporádicamente en algunos “meetings” europeos, supone ser la primera carrera de estas características en España, inaugurando el récord evolutivo de esta prueba, que todo y no ser habitual en el calendario, sí tiene rango oficial.
Sabadell dispone de una de las mejores pistas cubiertas del país, pero paradójicamente una de las peores al aire libre, la pista exterior “Estadi Josep Molins”, está tan deteriorada que no pueden disputarse pruebas oficiales. Desde el club se pide una nueva remodelación.
Mientras tanto, la pista cubierta de Catalunya acoge todo tipo de competiciones, lo que posibilita la consecución de récords estatales de todas las categorías e innumerables marcas dentro de los respectivos ranquings nacionales. Sin duda una gran proyección para la ciudad. Sabadell es el escenario de la Copa del Rey (2011) y de tres campeonatos de España absolutos consecutivos (2012-13-14). También es el escenario de diversos campeonatos de España júnior (2 individuales y 3 por clubs), un campeonato de España cadete y uno veterano por clubs. Durante del nacional del 2014, Ruth Beitia hace la segunda mejor marca mundial “indoor” del año. En el 2016, la etíope Genzebe Dibaba obtiene aquí la mejor marca mundial “indoor” del año en los 3.000 metros lisos. Tal proyección sitúa Sabadell en el mapa. El club también vive un gran momento y son los equipos los que brillarán como en los viejos tiempos. En el año 2011 el equipo promesa del relevo 4 x 100 se proclama campeón de España (primer título estatal del club exceptuando los 5 absolutos femeninos de cros), en 2012 el equipo absoluto asciende a División de Honor (nunca hasta entonces se había conseguido); en 2013 se proclama campeón de Catalunya absoluto de cros (39 años después del último título), y en 2014 se proclama campeón de España de carreras de montaña (iniciando el historial por equipos).
Una vez conseguido el ascenso a División de Honor, el equipo absoluto masculino compite un total de tres temporadas a partir del 2013, mientras que el equipo femenino se consolida en Primera División. Pero, pese a tener los dos equipos en primera línea, algunos encuentros asignados a la JAS no pueden disputarse por el lamentable estado de la pista. Una vez más se constata la necesidad de contar con unas instalaciones aptas que no penalicen la proyección atlética del club. Finalmente el Ayuntamiento se compromete a realizar la correspondiente y necesaria renovación. Habrá que esperar hasta el verano de 2016 para ver el inicio de la obra y según previsiones técnicas estará lista antes que finalice la temporada. Como novedad el pavimento sintético será de color azul en reconocimiento a los colores del club más representativo de la ciudad a lo largo de la historia. Una entidad que ya avanza a paso firme e ilusionada hacia su centenario…..
Fuente : según versión original (catalana) elaborada por Ricard Rof 1/9/2016